# Distretto di Pathoumphone
Il distretto di Pathoumphone è uno dei dieci distretti (mueang) della provincia di Champasak, nel Laos. Ha come capoluogo la città di Pathoumphone.